# Indigofera marmorata
Indigofera marmorata är en ärtväxtart som beskrevs av Isaac Bayley Balfour. Indigofera marmorata ingår i släktet indigosläktet, och familjen ärtväxter. Inga underarter finns listade i Catalogue of Life.